# Graham Brookhouse
Graham Raymond Brookhouse (Birmingham, 19 giugno 1962) è un ex pentatleta britannico.

## Palmarès
In carriera ha conseguito i seguenti risultati:
- Giochi olimpici:

Seoul 1988: bronzo nel pentathlon moderno a squadre.
- Mondiali:

Moulins 1987: bronzo nel pentathlon moderno a squadre.
Sheffield 1994: argento nel pentathlon moderno a squadre.